# Edward Natanson
Edward Natanson, pseud. „Edward Szeliga” (ur. 4 lipca 1861 w Warszawie, zm. 9 lutego 1940 tamże) – polski przemysłowiec, bankier.

## Życiorys
Był jednym z sześciorga dzieci doktora medycyny Ludwika i Natalii Epstein,  bratem Władysława. Po ukończeniu III Gimnazjum w Warszawie wyjechał na studia do Instytutu Technologicznego w Petersburgu. Po uzyskaniu w 1885 tytułu inżyniera technologa kontynuował uzupełniające roczne studia z zakresu fizyki na Uniwersytecie w Strasburgu, gdzie doktoryzował się u profesora Augusta Kundta. Po praktyce w Chorwacji  wrócił do Warszawy, został przez stryja Jakuba Natansona wciągnięty do pracy w przedsiębiorstwach należących do sfery zainteresowania rodziny Natansonów, ściśle współdziałających wówczas z Kronenbergami. Założyciel i współwłaściciel Mirkowskiej Fabryki Papieru w Jeziornie pod Warszawą, prezes Zarządu Warszawskiego Towarzystwa Fabryk Cukru S.A. W roku 1898 został wraz z baronem Leopoldem Kronenbergiem, Maurycym Poznańskim i Stanisławem Rotwandem członkiem Komitetu Budowy Politechniki Warszawskiej. W 1915 przewodniczył jako radny miasta Warszawy sekcji wodociągów i kanalizacji, komisji szpitalnej, komitetowi budowy kanałów i wodociągów. 11 sierpnia 1916 został wybrany radnym m. Warszawy i wszedł do komisji ogólnej Rady Miejskiej. W 1917 był przewodniczącym Wydziału Szpitalnictwa i Dobroczynności Publicznej, przewodniczącym sekcji wodociągów i kanalizacji, członkiem rady technicznej w sekcji budownictwa miejskiego oraz członkiem komisji budżetowo-finansowej. Ze stanowiska radnego ustąpił 22 lutego 1919.
Był ekspertem delegacji polskiej na  konferencji pokojowej w Paryżu w 1919 roku zajmującym się zagadnieniami gospodarczymi. Członek Rady Centralnego Związku Polskiego Przemysłu, Górnictwa, Handlu i Finansów w 1920. W grudniu 1927 brał udział w Zjeździe Przemysłowców i Rolników Polski i Niemiec. 24 czerwca 1928 wybrany został radcą Izby Przemysłowo-Handlowej w Warszawie. Wiceprezes Centralnego Związku Przemysłu Polskiego w 1932. Był kolekcjonerem obrazów. Zbiory uległy spaleniu wraz z mieszkaniem we wrześniu 1939. Po zajęciu Warszawy przez Niemców Natanson musiał ustąpić ze wszystkich piastowanych dotychczas stanowisk. Za pracę społeczną odznaczony orderami: Świętej Anny i Świętego Stanisława. Pasją Edwarda Natansona była kuchnia. Pochowany na cmentarzu Powązkowskim (kwatera 242-3-14). Ojciec fizyka, prof. Ludwika Karola Natansona.